# Reiner Komp
Johann Reiner Joseph Komp (* 18. Juli 1769 in Eitorf; † 26. August 1824 auf Schloss Ehreshoven, Engelskirchen) war Schöffe und von 1808 bis zum Ende der Franzosenzeit Munizipaldirektor und Maire des Kantons Eitorf. 

## Leben
Er war der Sohn von Johann Philipp Komp aus Eitorf, 1768 in erster Ehe verheiratet mit Maria Margaretha Günther aus Obereip. Dieser war von Carl Franz von Nesselrode-Ehreshoven seit 1789 zum Kellner oder Rentmeister für die Ämter Blankenberg, Windeck und Altenwied ernannt worden und wurde am 3. November 1809 von Napoleon Bonaparte zum Departementrat des Départements Sieg bestellt.
Reiner Komp heiratete 1790 Anna Wilhelmina Antonetta Catharina Quadt, die Tochter des Eitorfer Schultheißen Nicolaus Quadt.
Sein Amtshaus wurde während des sogenannten Knüppelrussenaufstands in Brand gesetzt, weshalb die Bevölkerung in Eitorf eingriff und dem Aufstand im Rhein-Sieg-Kreis ein Ende setzte. Da er seine Rolle sehr vorteilhaft darstellte, wurde er von Napoleon Bonaparte zum ersten Ehrenbürger des Kantons ernannt und erhielt das Kreuz der Ehrenlegion verliehen.
1815 schied Reiner Komp aus seinem Amt in Eitorf aus, nachdem von Bürgern Vorwürfe der Vorteilsnahme erhoben worden waren. Nachfolger im Amt wurde Johann Peter Schildgen, der 1828 Wilhelmina, eine Enkelin des Schultheiß Nicolaus Quadt heiratete. Schildgen war auch gleichzeitig Bürgermeister von Herchen.
Reiner Komps Schwiegersohn Jacob Müller, verheiratet mit Tochter Lina, war Bürgermeister von Eitorf von 1872 bis 1892. Reiner Komps Bruder Jodocus war von 1811 bis 1813 Maire in Much. Dessen Sohn Karl Theodor war von 1851 bis 1864 Bürgermeister in Herchen und danach bis 1888 in Much. Dort erinnert noch die Kompgasse an ihn. Die Familie gehörte durch geschicktes Heiraten zu den angesehensten im Rhein-Sieg-Kreis.